# Rajd Rzeszowski 2006

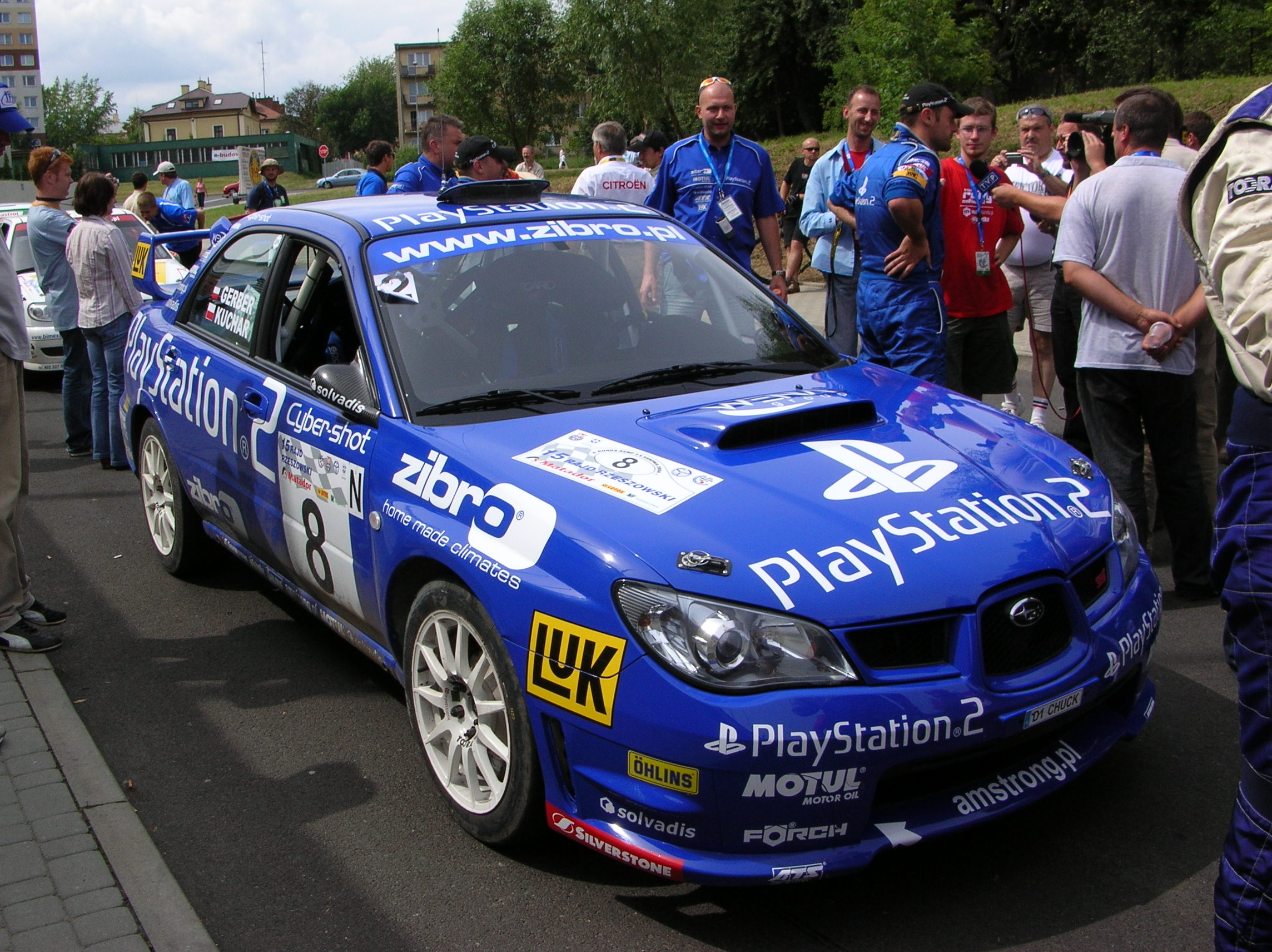
Tomasz Kuchar podczas Rajdu Rzeszowskiego 2006

15. edycja Rajdu Rzeszowskiego będąca  6. rundą sezonu  2006 Rajdowych Samochodowych Mistrzostw Polski (5. rundą jeśli nie liczyć odwołanego Rajdu Dolnośląskiego) odbyła się w dniach 3-5 sierpnia. W imprezie triumfowała załoga Michał Sołowow/Maciej Baran. Druga na mecie zameldowała się załoga Tomasz Czopik/Łukasz Wroński, a trzecia Stefan Karnabal/Michał Kuśnierz (wszyscy Mitsubishi Lancer Evo IX).

## Wyniki końcowe rajdu[1]
| Miejsce | Kierowca             | Pilot                   | Samochód                 | Czas      | Strata   | Grupa Klasa |
| ------- | -------------------- | ----------------------- | ------------------------ | --------- | -------- | ----------- |
| 1       | Michał Sołowow       | Maciej Baran            | Mitsubishi Lancer Evo IX | 1:51:57.0 | -        | N4          |
| 2       | Tomasz Czopik        | Łukasz Wroński          | Mitsubishi Lancer Evo IX | 1:53:09.4 | +1:12.4  | N4          |
| 3       | Stefan Karnabal      | Michał Kuśnierz         | Mitsubishi Lancer Evo IX | 1:53:49.2 | +1:52.2  | N4          |
| 4       | Kajetan Kajetanowicz | Aleksandra Kajetanowicz | Subaru Impreza STi N11   | 1:54:03.9 | +2:06.9  | N4          |
| 5       | Sebastian Frycz      | Ryszard Ciupka          | Subaru Impreza STi N11   | 1:55:13.6 | +3:16.6  | N4          |
| 6       | Tomasz Kuchar        | Jakub Gerber            | Subaru Impreza STi N12   | 1:56:24.8 | +4:27.8  | N4          |
| 7       | Maciej Oleksowicz    | Andrzej Obrębowski      | Subaru Impreza STi N12   | 1:59:21.8 | +7:24.8  | N4          |
| 8       | Michał Bębenek       | Grzegorz Bębenek        | Mitsubishi Lancer Evo IX | 2:02:12.8 | +10:15.8 | N4          |
| 9       | Robert Kujawski      | Rafał Rzemień           | Citroën Saxo VTS         | 2:02:20.2 | +10:23.2 | A6          |
| 10      | Bartłomiej Grzybek   | Michał Ranik            | Honda Civic Type-R       | 2:03:48.2 | +11:51.2 | A7          |